# Heinrich II. von Raron
Heinrich II. von Raron († vor dem 14. Oktober 1274) war von 1273 bis 1274 Bischof von Sitten.

## Leben
Heinrich entstammte dem im Wallis begüterten Geschlecht der Freiherren von Raron. Er war der Sohn von Freiherr Johannes von Raron. Der Sittener Bischof Heinrich I. von Raron war sein Onkel. Heinrich war 1256 Domherr und 1259 Sakristan des Domkapitels von Sitten. Gemeinsam mit seinem Bruder Amadeus hatte er das Vitztum Sitten inne. Seinen Cousin Hugo, mit dem er im Streit um das Vitztum lag, liess er 1265 exkommunizieren. Heinrich wurde 1273 zum Bischof von Sitten gewählt, starb jedoch noch vor der für den 14. Oktober 1274 angesetzten Weihe zum Bischof.